# Anastácio Kahango
Anastácio Kahango (ur. 3 czerwca 1937 w Kamabatela-Ambaca) – angolski duchowny rzymskokatolicki, w latach 1998-2013 biskup pomocniczy Luandy, kapucyn.

## Życiorys
W 1964 złożył śluby zakonne. Święcenia kapłańskie przyjął 3 lipca 1977. 17 stycznia 1998 został prekonizowany biskupem pomocniczym Luandy ze stolicą tytularną Thignica. Sakrę biskupią otrzymał 3 maja 1998. 26 października 2013 przeszedł na emeryturę.